# Troststraße metróállomás
Troststraße egy metróállomás Bécsben a bécsi metró U1-es vonalán.

## Szomszédos állomások
A vasútállomáshoz az alábbi állomások vannak a legközelebb:
- Altes Landgut
- Reumannplatz

## Átszállási kapcsolatok
| U1 (Oberlaa ↔ Leopoldau) |                        |                         |
| Állomás                  | Átszállási kapcsolatok | Fontosabb létesítmények |
| Troststraße              | 65A, 66A               |                         |